# Liga Mendocina de Fútbol
La Liga Mendocina Fútbol (cuyas siglas son LMF) es una liga regional de fútbol que se desarrolla en la provincia de Mendoza en localidades cercanas a la ciudad de Mendoza, que organiza los campeonatos de fútbol y controla la selección de dicha zona geográfica.

## Historia
Fue en 1921 cuando la entidad madre del fútbol lugareño dio sus primeros pasos e inició una etapa de constante evolución y progreso. Es preciso puntualizar que la actividad oficial en Mendoza no comenzó precisamente en ese entonces. Suponerlo así significa dejar en el olvido a hombres que fueron precursores y propulsores de su desarrollo, e ignorar acontecimientos que conformaron la verdadera base de sustentación del fútbol mendocino. Además, no había mención para clubes ya desaparecidos y que forjaron la formación de una entidad directriz.
Por otra parte, no podrían quedar en el olvido los ocho campeonatos obtenidos por Independiente Rivadavia, y desconocer el origen de los clubes que ya venían actuando, como el propio Independiente, Gimnasia y Esgrima, Nacional, Palmira, Pacífico, Correos y Telégrafos, etc.
Entremos en materia, hay quienes sostienen que es en 1902 cuando empezó a jugarse fútbol en Mendoza. Lo hacían empleados de Ferrocarril Gran Oeste Argentino (luego Ferrocarril San Martín) y otros aficionados ingleses radicados en la provincia. Pero es en 1906, afirman otros, cuando se constituye el primer club, el Atlético Belgrano, poco después el club Mendoza (precursor de Gimnasia y Esgrima) y se jugó entonces el primer partido de campeonato, utilizando la cancha de la calle Godoy Cruz, cortante a 25 de mayo propiedad del Colegio Nacional.
El fútbol fue evolucionando convendría recordar que la Liga Mendocina de fútbol, nació de un cisma y que otros clubes prefirieron seguir afiliados a la otra entidad denominada "Unión Mendocina de Fútbol", y que en ese momento se consideraba más importante porque estaba afiliada a la Asociación Argentina (con afiliación internacional) mientras que la Liga Mendocina pasaba a la órbita de la Asociación amateur (disidente y sin afiliación a la FIFA).
Se estima que el período 1913-1920 conformó el verdadero ciclo motorizado de nuestro fútbol. Porque en 1913 comenzó a jugarse el clásico Gimnasia - Independiente; porque ese año vino a Mendoza por primera vez un equipo de primera división, Estudiantes de La Plata, y porque además de Gimnasia e Independiente, ya figuraban otro clubes que sobresalían, como Wanderes, Gutemberg, Rácing, La Vanguardia, Sportivo Maipú, Juventud Mendocina y otros.
En aquel entonces, además de jugarse en la cancha del Colegio Nacional, recordaba como verdadero Templo del Fútbol, se utilizaba también la de Centenario, ubicada en la 5ª sección. El proceso oficial de nuestro fútbol lo dirigía la "Federación Mendocina de Fútbol". En 1916 se produjo una de las tantas escisiones. En la "Federación" seguían Independiente, Nacional, Wanderes, Gutemberg, Luján y Correos y Telégrafos y pasaban a formar parte de la nueva entidad "Liga Mendocina de Fútbol" (nada que ver con la actual Liga Mendocina de Fútbol), Sportivo Maipú, Barcala, Rácing, San Martín, Juventud Mendocina, Unión y Gimnasia y Esgrima.
Desde 1917 a 1921 se produjo un progreso inusitado, tanto en lo que atañe al incremento de clubes como en la habilitación de nuevas canchas. Se suman defensores del Oeste, Canillitas, Pacífico, Talleres, Godoy Cruz, Vélez Sarfield, Sportivo Italiano y otras. Ya estaba la cancha de Pacífico de calle Perú, la de calle José Vicente Zapata y San Juan, y como dijimos, la de Sportivo Italiana, en Avda. San Martín al 500.
Con estos escenarios, a los que se agregaron Maipú, Palmira y Chacras de Coria, puede decirse que el fútbol empezó a desarrollarse en la forma normal, regular y orgánica, surgiendo así la unión Mendocina de Fútbol, cuya presidencia se confió al Dr. Belindo Sosa Carreras, creador en nuestro medio de la "quinta división", que inició su disputa con equipos integrados por alumnos del Colegio Nacional, Quinta Agronómica, u otros establecimientos educacionales de la época.
Un hecho trascendental: En 1919 se produjo la fusión de Independiente con el Club Rivadavia y fue Independiente el que consideró arbitraria una medida del Consejo Directivo de la Unión Mendocina, provocando esto un nuevo cisma que culminó en 1921 con la fundación de la Liga Mendocina de Fútbol.
El relato precedente es una "mínima historia". Porque para escribir la verdadera historia del fútbol mendocino, será necesario hurgar un poco más en las entrañas del pasado.
De ahí la necesidad de investigar el porqué de algunas fusiones y expulsiones de entidades y el porqué de tan frecuentes divisiones en los cuadros directivos de las entidades rectoras de nuestro fútbol.

### Máximos campeones
A lo largo de la historia, Independiente es el club que más torneos ha ganado, con 25 en total. Obteniendo récords como la adjudicación de 6 campeonatos de forma consecutiva a mediados de la década de '20. La Lepra es seguido por Gimnasia que tiene un total de 20 títulos y quien fuere el primer club en ganar la Liga Mendocina de Fútbol y de forma consecutiva en los años 1922 y 1923.
En la tabla de vueltas olímpicas quienes los siguen desde atrás a Independiente y Gimnasia son: San Martín con 10 títulos, Godoy Cruz con 9 y Atlético Argentino con 8 títulos.

## Ámbitos
Comprende los clubes de los departamentos de:
| - Ciudad - Godoy Cruz - Guaymallén - Las Heras | - Lavalle - Luján de Cuyo - Maipú - Rivadavia | - San Carlos - San Martín |

## Galería
Las fotos de las hinchadas de los clubes más ganadores.

## Equipos participantes
- Actualizado al 30 de marzo de 2024.

| Club                                             | Departamento  | Distrito/Localidad | Estadio                             |
| ------------------------------------------------ | ------------- | ------------------ | ----------------------------------- |
| Academia Chacras de Coria Fútbol                 | Luján de Cuyo | Chacras de Coria   | El Glorioso del Cerro               |
| Andes Talleres Sport Club                        | Godoy Cruz    | Godoy Cruz         | Nicolás Blázquez                    |
| Asociación Atlética Eva Perón                    | Maipú         | Luzuriaga          |                                     |
| Asociación Mutual del Universo del Fútbol (AMUF) | Guaymallén    | Dorrego            |                                     |
| Atlético Club San Martín                         | San Martín    | San Martín         | Libertador General San Martín       |
| Centro Deportivo Rivadavia                       | Rivadavia     | Rivadavia          | Estadio Comunal de Rivadavia        |
| Club Atlético Argentino                          | Guaymallén    | San José           | Ingeniero Mauricio Serra            |
| Club Atlético Boca Juniors                       | Guaymallén    | Bermejo            | Inés F. de Mirábile                 |
| Club Atlético Fray Luis Beltrán                  | Maipú         | Fray Luis Beltrán  | Rafael Alonso                       |
| Club Atlético Gimnasia y Esgrima                 | Ciudad        | Ciudad             | Víctor Antonio Legrotaglie          |
| Club Atlético Huracán Las Heras                  | Las Heras     | El Zapallar        | General San Martín                  |
| Club Atlético Palmira                            | San Martín    | Palmira            | José Castro                         |
| Club Deportivo Godoy Cruz Antonio Tomba          | Godoy Cruz    | Godoy Cruz         | Feliciano Gambarte                  |
| Club Deportivo Luzuriaga                         | Maipú         | Luzuriaga          | Coliseo de Luzuriaga                |
| Club Deportivo Maipú                             | Maipú         | Maipú              | Omar Higinio Sperdutti              |
| Club Deportivo Rodeo del Medio                   | Maipú         | Rodeo del Medio    | Manuel Gil                          |
| Club Deportivo y Social Guaymallén               | Guaymallén    | Rodeo de la Cruz   | Hugo Pedro Alastra                  |
| Club Empleados de Comercio (CEC)                 | Guaymallén    | Bermejo            | Juan Aliberti                       |
| Club Leonardo Murialdo                           | Guaymallén    | Villa Nueva        | Padre Gagliardi                     |
| Club Municipal de Godoy Cruz                     | Godoy Cruz    | Godoy Cruz         |                                     |
| Club Social y Deportivo Algarrobal               | Las Heras     | El Algarrobal      | Caldera Roja                        |
| Club Social y Deportivo El Porvenir              | Las Heras     |                    |                                     |
| Club Social y Deportivo Ferroviario              | Luján de Cuyo | Perdriel           |                                     |
| Club Social y Deportivo La Gloria                | Godoy Cruz    |                    | Polideportivo Nº 19 "La Gloria Sur" |
| Club Sportivo Banfield                           | Luján de Cuyo | Perdriel           |                                     |
| Club Sportivo Independiente Rivadavia            | Ciudad        | Ciudad             | Bautista Gargantini                 |
| Club Tiro Federal Andino                         | Las Heras     | Uspallata          |                                     |
| Club Universidad Nacional de Cuyo                | Ciudad        | Ciudad             | Campo de Deportes de la UNCuyo      |
| Escuela De Fútbol River Plate Mendoza            | Las Heras     | El Challao         |                                     |
| Fundación Amigos por el Deporte (FADEP)          | Maipú         | Russell            | Predio Social y Deportivo FADEP     |
| Gutiérrez Sport Club                             | Maipú         | Gutiérrez          | Anselmo Zingaretti                  |
| Luján Sport Club                                 | Luján de Cuyo | Luján de Cuyo      | Jardín del Bajo                     |

## Los clásicos
Estos son los clásicos departamentales del fútbol mendocino:
- Clásico capitalino: enfrenta a Gimnasia y Esgrima e Independiente Rivadavia.
- Clásico godoycruceño: enfrenta a Andes Talleres y Godoy Cruz Antonio Tomba.
- Clásico guaymallino: enfrenta a Argentino y Guaymallén.
- Clásico lasherino: enfrenta a Algarrobal y Huracán Las Heras.
- Clásico lujanino: enfrenta a Chacras de Coria y Luján.
- Clásico maipucino: enfrenta a Gutiérrez y Maipú.
- Clásico sanmartiniano o del Este: enfrenta a Atlético Palmira y San Martín.

## Palmarés
- Actualizado al 31 de diciembre de 2023.

### División A
| Club                    | Títulos | Años |
| ----------------------- | ------- | --- |
| Independiente Rivadavia | 25      | 1924, 1925, 1926, 1927, 1928, 1929, 1932, 1935, 1936, 1938, 1940, 1945, 1960, 1961, 1962, 1965, 1967, 1970, 1972, 1976, 1978, 1992-93, 1993-94, 2007, 2010 |
| Gimnasia y Esgrima      | 20      | 1922, 1923, 1931, 1933, 1937, 1939, 1949, 1952, 1964, 1969, 1974, 1977, 1980, 1981, 1982, 1983, 1986, 1991, 1997-98, 2001                                  |
| San Martín              | 10      | 1963, 1966, 1973, 1975, 1979, 1987, 1992, 2009, 2018, 2022                                                                                                 |
| Godoy Cruz              | 9       | 1944, 1947, 1950, 1951, 1954, 1968, 1989, 1990, 2012 |
| Atlético Argentino      | 8       | 1934, 1941, 1942, 1943, 1948, 1959, 1995, 1996 |
| Andes Talleres          | 5       | 1946, 1955, 1956, 1971, 2021 |
| Deportivo Guaymallén    | 5       | 2000, 2002, 2004, 2005, 2008 |
| Deportivo Maipú         | 4       | 1953, 1958, 1985, 2003 |
| Empleados de Comercio   | 4       | 2014, 2014-15, 2015-16, 2017 |
| Huracán Las Heras       | 4       | 1984, 2006, 2007, 2011 |
| Gutiérrez               | 3       | 1988, 2020, 2022-A |
| Chacras de Coria        | 2       | 1998, 1999 |
| FADEP                   | 2       | 2019, 2023-A |
| Atlético Palmira        | 1       | 1930 |
| Boca Juniors            | 1       | 1957 |
| Leonardo Murialdo       | 1       | 2008 |
| Luján                   | 1       | 2013 |

Nota: En 2007 y 2008, por un lado jugaron los equipos que solo participaban de la Liga Mendocina y por otro los que competían en los torneos de AFA (Atlético Argentino, Gimnasia y Esgrima, Godoy Cruz, Guaymallén, Independiente Rivadavia, Luján de Cuyo, Maipú y San Martín). Los ganadores de estas ediciones fueron Independiente en 2007 y Guaymallén en 2008.

## Fútbol femenino
En 2016, la Liga Mendocina de Fútbol organizó la primera edición del torneo de fútbol femenino y contó con 8 clubes: Fundación Godoy Cruz, Gambetitas, Gimnasia y Esgrima, Huracán Las Heras, Independiente Rivadavia, Las Pumas, Lavalle, y San Martín. Fue Gimnasia y Esgrima quien obtuvo el primer título.
En 2017, se sumaron más clubes, donde el Torneo Apertura fue para Gimnasia y Esgrima y de esta forma logró el primer bicampeonato.

En junio de 2021 las finales de la Copa de Oro y de la Copa de Plata correspondientes al Torneo Transición 2020 se disputaron por primera vez en el Estadio Malvinas Argentinas y fueron televisadas por DeporTV para todo el país.
En agosto de 2023, Gimnasia y Esgrima obtuvo su tercer campeonato de liga tras derrotar a Godoy Cruz en la final del torneo Apertura. Cuatro meses después, las Lobas  lograron ganar el torneo Clausura tras derrotar a su clásico rival Independiente Rivadavia en la final.

### Equipos participantes
- Actualizado al 29 de octubre de 2021.

| Club                                             | Departamento  | Distrito/Localidad | Estadio                         |
| ------------------------------------------------ | ------------- | ------------------ | ------------------------------- |
| Andes Talleres Sport Club                        | Godoy Cruz    | Godoy Cruz         | Nicolás Blázquez                |
| Asociación Mutual del Universo del Fútbol (AMUF) | Guaymallén    | Dorrego            |                                 |
| Club Atlético Argentino                          | Guaymallén    | San José           | Mauricio Serra                  |
| Club Atlético Gimnasia y Esgrima                 | Ciudad        | Ciudad             | Víctor Antonio Legrotaglie      |
| Club Atlético Palmira                            | San Martín    | San Martín         |                                 |
| Club Atlético Universitario                      | Ciudad        | Ciudad             |                                 |
| Club Banfield                                    | Luján de Cuyo | Luján de Cuyo      |                                 |
| Club Deportivo Godoy Cruz Antonio Tomba          | Godoy Cruz    | Godoy Cruz         | Feliciano Gambarte              |
| Club Deportivo Maipú                             | Maipú         | Maipú              | Omar Higinio Sperdutti          |
| Club Estudiantes de Mendoza                      | Las Heras     | Las Heras          |                                 |
| Club Las Pumas                                   | Guaymallén    | Villa Nueva        |                                 |
| Club Sportivo Independiente Rivadavia            | Ciudad        | Ciudad             | Bautista Gargantini             |
| Fundación Amigos por el Deporte (FADEP)          | Maipú         | Russell            | Predio Social y Deportivo FADEP |
| Luján Sport Club                                 | Luján de Cuyo | Luján de Cuyo      | Jardín del Bajo                 |

### Palmarés
| Club               | Títulos | Años                                     |
| ------------------ | ------- | ---------------------------------------- |
| Gimnasia y Esgrima | 5       | 2016, 2017-A, 2023-A, 2023-C, 2023-Anual |
| Godoy Cruz         | 4       | 2018-C, 2019-A, 2019-C, 2021             |
| Las Pumas          | 4       | 2017-C, 2018-A, Transición 2020, 2022    |

Nota: A: Apertura / C: Clausura